# Масатеки

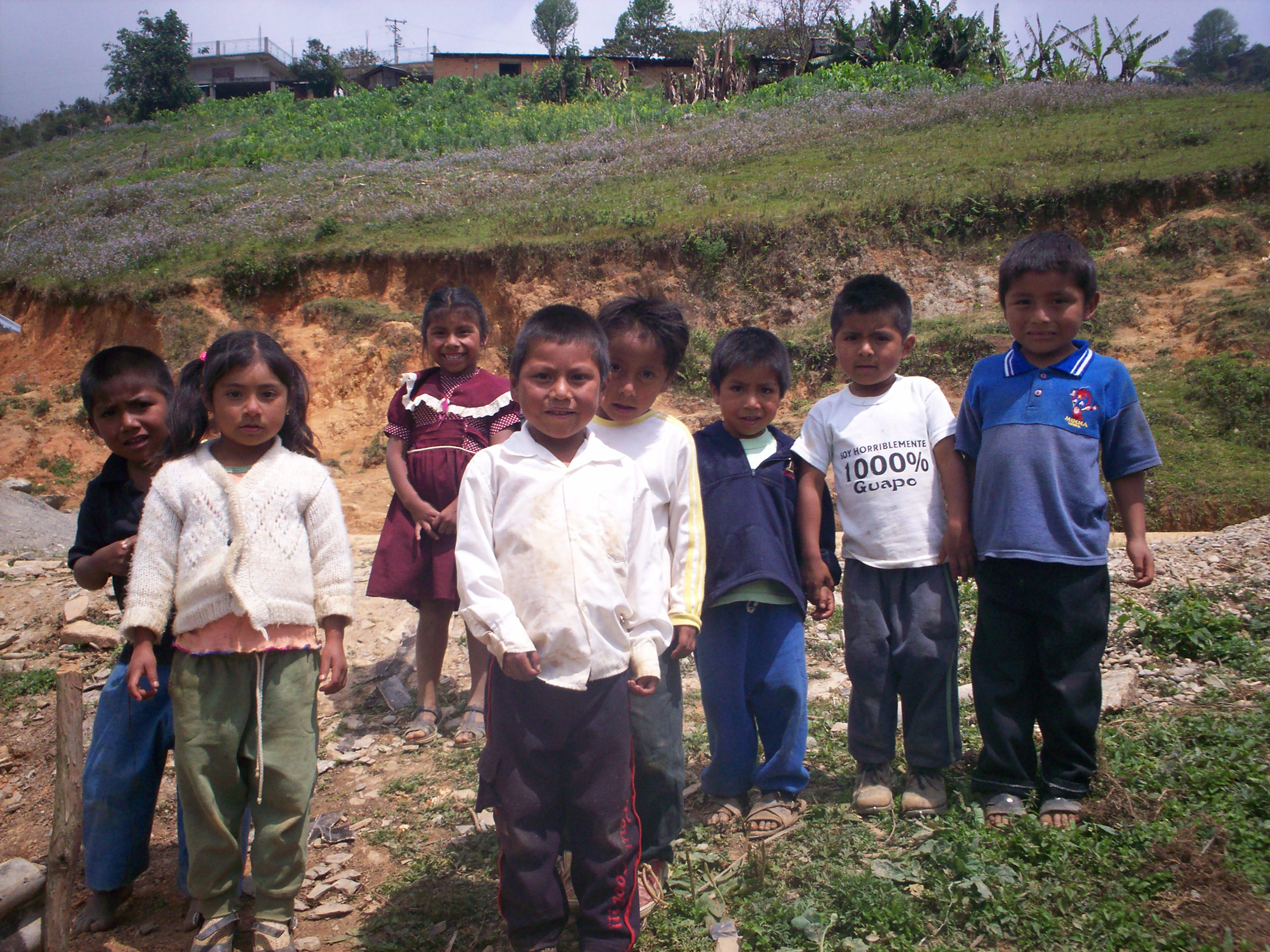
Масатекские дети из Элохочитлан-де-Флорес-Магон, Оахака

Масате́ки (исп. Mazateco) — коренной народ Мексики, живущий в горных районах на севере штата Оахака, а также на юге штатов Веракрус и Пуэбла.

## Демография
Численность народа в 1995 году составила около 130 тысяч человек, а в 2010 — около 194 тысяч.
В 1930-х масатеки компактно проживали в мексиканском штате Оахака.

## Культура
Масатеки используют в общении язык отоми-миштеко-сапотекской семьи.
Основной религией является католицизм.
В традиционных шаманских обрядах Масатеки в 1930-х использовали содержащее алкалоид эргин растение Rivea сorymbosa, называя его na-so-le-na, что переводится как «материнский цветок».